# Jana Hlaváčová
Jana Hlaváčová (26. března 1938 Praha – 13. ledna 2024 Praha-Modřany) byla česká divadelní, televizní, filmová a dabingová herečka a profesorka Divadelní fakulty Akademie múzických umění v Praze.

## Životopis
Zájem o divadlo v ní vzbudil otec Jan, ministerský úředník, který sám od mládí nadšeně hrál ochotnické divadlo. Po maturitě na gymnáziu vystudovala v roce 1960 Divadelní fakultu Akademie múzických umění v Praze (DAMU). První angažmá získala v Divadle J. K. Tyla v Plzni (1960–1965), kde také vstoupila do místní organizace Komunistické strany Československa.[zdroj⁠?!] V červenci 1965 se stala členkou Národního divadla v Praze, kde zažila vrcholnou éru (Hippodamie v trilogii J. Vrchlického, Raněvská ve Višňovém sadu, Gertruda v Hamletovi, Emilie Marty ve Věci Makropulos, Markýza de Merteuil v Nebezpečných vztazích). Na české první scéně setrvala do listopadu 1990, kdy odešla společně s manželem pro neshody s vedením činohry. Od roku 1994 byla členkou hereckého souboru pražského Divadla na Vinohradech, kde ztvárnila například Jeannette Burmeisterovou v muzikálu Donaha!, Hanu Kennedyovou ve hře Marie Stuartovna, sedmdesátiletou Albertinu ve hře Albertina, Mag Folanovou v Krásce z Leenane a Emmu Cristano ve hře Famílie.
Její mladší sestra Dana Hlaváčová se stala také herečkou. Působila v pražském Divadle E. F. Buriana.
Prvním manželem Jany Hlaváčové byl herec Jiří Michný, kterého si vzala v roce 1962. Z prvního manželství má dceru Terezu (* 1963). Po rozvodu se v roce 1969 provdala za herce Luďka Munzara, se kterým má dceru Barboru Munzarovou (* 1971), která je také herečkou.
Na filmovém plátně se uvedla už jako studentka DAMU – rolí průvodkyně Čedoku Mefistofely v úspěšné filmové komedii režiséra Zdeňka Podskalského Kam čert nemůže (1959) spolu s Miroslavem Horníčkem v hlavní roli. Od 70. let hrála i v kostýmních úlohách historických osobností (Tajemství velikého vypravěče, Koncert na konci léta, Lev s bílou hřívou, Veronika). Od poloviny 80. let se objevovala převážně v komediích, kde se zapsala zejména jako sestra Tonička ve filmech o „Básnících“.
Uplatnila se i v televizních inscenacích a dabingu. Spolupracovala s rozhlasem, pedagogicky působila na DAMU, kde byla roku 2006 jmenována profesorkou pro obor dramatická umění – herectví činoherního divadla. V roce 2011 přerušila svoji uměleckou činnost z důvodů deprese související s diagnostikovanou Parkinsonovou nemocí.
Krátce se angažovala i politicky. Po svobodných volbách v červnu 1990 zasedla do Sněmovny lidu Federálního shromáždění (volební obvod Západočeský kraj) za Občanské fórum, ale již v červenci 1990 na mandát rezignovala a fakticky jej nevykonávala.
Poslední roky svého života trpěla Parkinsonovou chorobou. Zemřela 13. ledna 2024. V roce 2024 byla in memoriam oceněna medailí Za zásluhy I. stupně, za zásluhy o stát v oblasti umění, výchovy a školství.

## Dílo

### Film
- 1959: Kam čert nemůže – Mefistofela
- 1960: Ještě včera to znamenalo smrt (studio FAMU) – Eva
- 1960: Všude žijí lidé – Eva Filipová
- 1961: Florián – Baruška
- 1961: Kolik slov stačí lásce? (povídka Zaza) – Zdena zvaná Zaza
- 1961: Noční host – Jana
- 1961: Pieseň o sivom holubovi
- 1962: Prosím, nebudit! – Helena
- 1964: Láska na toulkách – průvodkyně
- 1965: Škola hříšníků – Jana
- 1966: Flám – kreslička Dana
- 1968: Královský omyl – Eliška Přemyslovna
- 1968: Objížďka – Marta Mocná
- 1971: Všude žijí lidé – Eva Filipová
- 1971: Tajemství velikého vypravěče – Kateřina Labayová
- 1972: Aféry mé ženy (povídka Smrt za slunovratu) – Zuzana Tůmová
- 1975: Na konci světa – Jezberová
- 1976: Terezu bych kvůli žádné holce neopustil – Tesařová
- 1977: Zrcadlení – právnička Dana
- 1979: Koncert na konci léta – Josefina Kounicová
- 1979: Tvář za sklem – Tůmová
- 1981: Pytláci – matka
- 1982: Třetí princ – královna
- 1984: Barrandovské nocturno aneb Jak film zpíval a tančil – zpěvačka šlágru
- 1984: Komediant – Brigita
- 1985: Veronika – Božena Němcová
- 1986: Lev s bílou hřívou – Zdena Janáčková
- 1987: Jak básníkům chutná život – Tonička
- 1989: Vážení přátelé, ano – Anděla Fischerová
- 1993: Konec básníků v Čechách – Tonička
- 1994: Učitel tance – vrchní sestra
- 2003: Jak básníci neztrácejí naději – Tonička
- 2004: Non Plus Ultras – matka
- 2005: Anděl Páně – Vomáčková
- 2007: Všechno nejlepší! – tetička
- 2011: Viditelný svět – matka

### Televize
- 1966: Eliška a její rod (TV seriál)
- 1966: Někoho jsem zastřelil
- 1967: Raději potmě
- 1968: Hříšní lidé města pražského
- 1969: Barometr – lékárnice Věra
- 1969: Bližní na tapetě: Nactiutrhač
- 1969: Buřič Jejího Veličenstva
- 1969: Obžalovaná – Zdenka Miková
- 1969: Pan Tau (TV seriál)
- 1969: Žalář nejtemnější – Machová
- 1970: Alexandr Dumas starší (TV seriál) – Naděžda Naryškina
- 1970: Obavy komisaře Maigreta
- 1970: Zvláštní případ
- 1973: Klobouk plný deště
- 1974: Byl jednou jeden dům (TV seriál)
- 1974: Jak přijít o život
- 1974: Půlpenny
- 1975: Co jsem princi neřekla
- 1975: Čert na zemi
- 1975: Chalupáři (TV seriál) – Jarča Krbcová
- 1975: Pan Tau – učitelka
- 1975: Raněný lučištník – hospodská Alexandra Drozdová
- 1975: Tak láska začíná… – Rambousková
- 1976: Holka modrooká
- 1976: Poslední exil
- 1977: Ikarův pád – Kárová
- 1977: Muž, který nesmí zemřít (TV seriál)
- 1977: Podezřelé okolnosti
- 1977: Ráno budeme moudřejší
- 1977: Tetinka
- 1978: Cesta domů
- 1978: Stříbrná pila (TV seriál)
- 1979: Dlouhá silvestrovská noc
- 1979: Dnes v jednom domě (TV seriál) – Zdenka Pilichová
- 1979: Chvíle pro píseň trubky
- 1979: Rovnice o jedné krásné neznámé... – zdravotní sestra v nemocnici
- 1979: Zkoušky z dospělosti (TV seriál) – Žaludová
- 1980: Nenechte se rušit – Helena Kvasilová
- 1980: Příliš mladí na lásku – matka Nováková
- 1981: Černá kulička
- 1981: V zámku a podzámčí – Sýkorová
- 1982: Ale je ženatý
- 1982: Vyhnanství
- 1982: Pouť králů – Drahomíra
- 1982: Tři spory: Spor herečky Kvapilové – Hana Kvapilová
- 1983: Nuž, brány dokořán již otevřete…! – Anna Kolárová
- 1983: Ohnivé ženy – Marta
- 1983: Tažní ptáci – Kárová
- 1984: Cizí holka – učitelka
- 1984: Povídky malostranské: Doktor Kazisvět – posluhovačka Jozífková
- 1984: Utrpení svatého Šebestiána – matka
- 1985: Bylo nás šest (TV seriál)
- 1985: Pátá stanice (TV seriál)
- 1985: Slavné historky zbojnické (TV seriál) (díl Václav Babinský) – matka představená
- 1986: Ohnivé ženy se vracejí – Marta
- 1986: Panoptikum Města pražského – Korejsová
- 1986: Žena z Korinta – Lyké
- 1987: O Háderunovi a víle Elóře – Elóra
- 1987: Ohnivé ženy mezi námi – Marta / režisérka
- 1987: Srdíčko
- 1988: Cirkus Humberto (TV seriál) – paní Langermannová
- 1988: Druhý dech (TV seriál)
- 1988: Rodáci (TV seriál)
- 1991: Láska zlatnice Leonetty
- 1991: Příliš mnoho dobrých úmyslů
- 1991: Území bílých králů (TV seriál) – Kubátová
- 1992: Pravda a lež – pastýřka
- 1993: Jak se ztratit ve zlém světě
- 1993: Sedmero krkavců – matka
- 1994: Narcisový dům – matka
- 1995: Generál Eliáš – Jaroslava Eliášová
- 1995: Hrad stínů – komorná Johana
- 1995: Kníže Václav – kněžna Ludmila
- 1995: Modrá krev
- 1995: Z hříček o královnách: Záskok pro Sissi – císařovna
- 1996: Srdeční slabosti – Magda Lindová
- 1997: Četnické humoresky (TV seriál)
- 1997: Kouzelný bolehoj
- 1998: Dvě washingtonská ohlédnutí – kartářka a věštkyně Nella
- 1998: Lolinka a kníráč
- 1999: O princezně z Rimini
- 2000: Na zámku
- 2001: Pohádky z lesa (TV seriál)
- 2001: Vůně vanilky – role: matka
- 2002: Hvězda života
- 2003: I ve smrti sami – Anna Guangelová
- 2004: Náměstíčko (TV seriál) – Irena
- 2004: Ruth to vidí jinak
- 2005: Náves (TV seriál) – Irena
- 2006: Místo v životě (TV seriál)
- 2006: Příkopy (TV seriál)
- 2007: Hraběnky (TV seriál) – Vlasta Hrabětová
- 2007: Operace Silver A – Nohýnková
- 2007: Světla pasáže (TV seriál)
- 2007: Tři životy – hostinská
- 2007: Velkofilm
- 2009: Dokonalý svět (TV seriál) – redaktorka Alžběta
- 2011: Setkání s hvězdou: Jana Hlaváčová – Lída Cihlářová / Karla Horáčková / Marie Pravenská

### Dabing
- 1967: Probuď se a zabíjej – role: Yvonne Lutringová (Lisa Gastoni)
- 1968: Přátelé kopretiny – role: Françoise Matouzec (Catherine Rich)
- 1969: Brancaleonova armáda – role: Theodora (Barbara Steele)
- 1970: Četník se žení – role: Josépha Cruchot (Claude Gensac)
- 1971: Zločin a trest – role: Avdoťja Romanovna, Duňa (Viktoria Fedorovová)
- 1971: Hibernatus – role: Edmée de Tartas (Claude Gensac)
- 1971: Četník ve výslužbě – Claude Gensac (Josépha Cruchot)
- 1971: Červený stan – Claudia Cardinalová (sestra Valerie)
- 1973: Atentát v Paříži – Jean Sebergová (Edith Lemoine)
- 1974: Největší událost od chvíle, kdy člověk vstoupil na Měsíc – Micheline Presle (doktorka Delavigne)
- 1974: Hombre – Diane Cilento (Jessie)
- 1974: Hezký, charakterní Ital v Austrálii hledá krajanku za účelem sňatku – Claudia Cardinalová (Carmela)
- 1975: Cartouche – Claudia Cardinalová (Venuše)
- 1976: Tři mušketýři 2 – Raquel Welchová (paní Bonacieuxová)
- 1976: Tři mušketýři – Raquel Welchová (paní Bonacieuxová)
- 1976: Sestup Orfeův – Anna Magnani (Lady Torranceová)
- 1976: Richard III. – Mary Kerridgeová (královna Elizabeth)
- 1977: Modrý pták – Elizabeth Taylorová (Královna světla / Máma / Mateřská láska)
- 1977: Grand Prix – Eva Marie Saint (Louise Fredericksonová)
- 1979: Telefonické úplatky – Helga Dancberga (Mirdza)
- 1979: Mortadela – Sophia Lorenová (Maddalena Ciarrapico)
- 1980: Smrt darebáka – Stéphane Audranová (Christiane)
- 1981: Tereza Raquinová – Kate Nelliganová (Tereza Raquinová)
- 1982: Sbohem a amen – Claudia Cardinalová (Aliki)
- 1984: Doktor Teyran – Nadine Alariová (Michèle Teyranová)
- 1985: Válečná romance – Natalja Andrejčenková (Ljuba)
- 1985: Gikor – Žeňa Avetisjanová (Nato)
- 1985: Beze svědků – Irina Kupčenková (žena)
- 1987: Červená kalina – Lidija Fedosejevová-Šukšinová (Ljuba)
- 199x: Srdce v zimě – Myriam Boyer (paní Ametová)
- 199x: Mladý Toscanini – Elizabeth Taylorová (Nadina Bulichoff)
- 1990: Skleněné peklo – Faye Dunawayová (Susan)
- 1990: Dadah znamená smrt – Julie Christie (Barbara Barlowová)
- 1993: Maska – Cher (Florence 'Rusty' Dennisová)
- 1995: Strážce zákona – Sheree North (Laura Shelbyová)
- 1995: Policejní kolt vzor 357 – Simone Signoretová (Thérèse Ganayová)
- 1996: Poslední metro – Paulette Dubost (Germaine)
- 1997: Krajní meze – Diana Scarwidová (Elizabeth)
- 1998: Ptáci v trní – Jean Simmonsová (Fee Clearyová)
- 1999: Prostřihy – Annie Ross (Tess Trainerová)
- 1999: Frajer Luke – Jo Van Fleet (Arletta)
- 2000: Červený bedrník – Samantha Beckinsale (Nana)
- 2002: Smrtelný případ – Simone Signoretová (Elsa Fennan)
- 2003: Mannovi - román století – Monica Bleitreuová (Katia Mannová)
- 2003: Jack a stonek fazole – Vanessa Redgraveová (hraběnka Wilhelmina)
- 2005: Mezi cizinci – Sophia Lorenová (Olivia)
- 2009: Vojna a mír – Brenda Blethyn (Mária Dmitrijevna)
- 2011: Séraphine – Yolande Moreau (Séraphine Louisová)

### Divadlo
Vybrané divadelní role
| - 1960–1965: Divadlo J. K. Tyla v Plzni - 1966–1989: Národní divadlo - 1994–2024: Divadlo na Vinohradech - Rodinný večer (Pokorná) - Dáma není k pálení (Markéta Devizová, Mikulášova matka) - Trojhvězdí - Křehká rovnováha - Howard Katz - 2004: Lásky Paní Katty - 2005: Král se baví - 2005–2012: Donaha! (Jeannete Burmeisterová) - 2006: Kráska z Leenane (Mag Folanová) - 2007: Famílie aneb Dědictví otců zachovej nám, Pane (Emma Cristano) - 2010–2013: Marie Stuartovna (Hana Kennedyová) - 2011: Albertina (Albertina) - 2012: To byla moje písnička! | - Divadlo U Hasičů - Poker bez esa - Křehká rovnováha - 2001: Žárlivost - 2003: Smíšené (po)city - Městské divadlo Mladá Boleslav - 2009–2012: Strakonický dudák |

### Rozhlas
- 1996 – Zdeňka Psůtková: Noc v Čechách. Epizoda ze života spisovatelky madame de Staël, role: Germaine de Staël; režie Markéta Jahodová, Český rozhlas 1996.[10]

## Ocenění
- 1980: Zasloužilá členka ND
- 1985: Titul zasloužilá umělkyně
- 1988: Titul národní umělkyně
- 1996: Cena Thálie – činohra
- 2012: Cena Thálie – za celoživotní mistrovství v činohře[11]
- 2012: Cena Františka Filipovského za ženský herecký výkon v dabingu filmu Séraphine
- 2015: Cena Františka Filipovského za celoživotní mistrovství v dabingu
- 2024:  Medaile Za zásluhy I. stupně in memoriam, za zásluhy o stát v oblasti umění, výchovy a školství